# Cerco de Pyongyang (1593)
O Cerco de Pyongyang foi um conflito militar travado entre o exército aliado Ming - Joseon e a Primeira Divisão Japonesa sob o comando de Konishi Yukinaga. A batalha terminou com a vitória dos aliados, mas uma retirada bem-sucedida de Pyeongyang pelos japoneses remanescentes na noite de 8 de fevereiro de 1593. 

## História
Uma força Ming menor de 5.000 sob o comando de Wu Weizhong chegou ao rio Yalu em 5 de janeiro. 
O exército Ming de 35.000 sob o comando de Li Rusong chegou ao rio Yalu em 26 de janeiro. Eles então se juntaram à força avançada e uma unidade de guarda-costas enviada para proteger Seonjo de Joseon, aumentando sua força para 43.000, outros 10.000 coreanos em Sunan sob Yi Il e, finalmente, 4.200 monges sob Hyujeong. 
Li Rusong enviou à frente o enviado Shen Weijing para negociar com Konishi Yukinaga, porém este ato foi insincero. Ele não tinha intenção de negociar com os japoneses. Konishi enviou 20 homens para saudar os enviados Ming, mas a maioria deles não voltou. Não é certo o que aconteceu com eles. Uma versão dos eventos afirma que eles foram mortos durante um banquete com Shen Weijing, outra diz que eles simplesmente foram emboscados no caminho. 
Durante a marcha para Pyeongyang, eles encontraram um grupo de batedores japoneses, três dos quais foram capturados e cinco mortos.  O exército aliado chegou a Pyeongyang e montou acampamento ao norte da cidade em 5 de fevereiro de 1593. 

Konishi se ofereceu para negociar, mas foi recusado. Naquela noite, cerca de 800 japoneses escaparam e atacaram o acampamento Ming, mas foram avistados por guardas e rechaçados por flechas de fogo, sofrendo 30 baixas.  

## Batalha

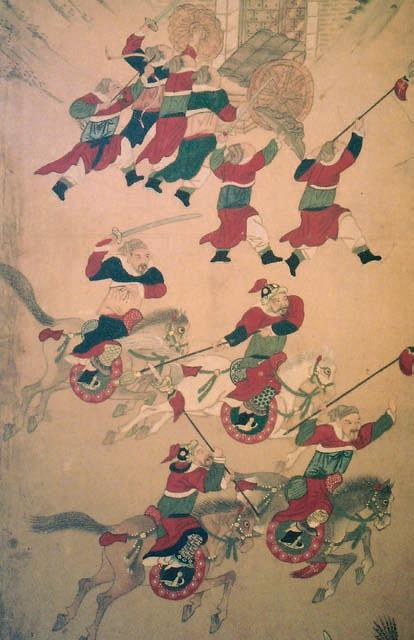
A cavalaria e a infantaria Ming atacam as muralhas de Pyeongyang

A batalha começou em 6 de fevereiro de 1593.  Os monges de Hyujeong com o apoio de Wu Weizhong atacaram a grande colina ao norte de Pyeongyang, onde cerca de 2.000 soldados inimigos estavam estacionados sob o comando de Konishi Yukinaga. Konishi quase foi cercado em um ponto até que Sō Yoshitoshi contra-atacou e o resgatou. A luta durou dois dias antes que o último comandante japonês, Matsuura Shigenobu, fosse forçado a recuar para Pyeongyang. Os monges sofreram 600 baixas e Wu Weizhong foi ferido no peito por uma bala.  
Na manhã de 8 de janeiro, o exército de Li Rusong avançou sobre a cidade, com suas fileiras bem compactadas "parecendo as escamas de um peixe".  Yang Yuan e Zhang Shijue atacaram pelo norte e oeste, Li Rubai pelo sudeste e Yi Il e Gim Eungso pelo sudoeste. O leste estava coberto pelo rio Taedong e não podia ser atacado. 
Assim que o canhão de sinalização disparou, eles correram contra as paredes com escadas, dispararam flechas de fogo e jogaram bombas na cidade, e começaram a bater nos portões com canhões. A defesa japonesa foi quase demais. O próprio cavalo de Li Rusong foi baleado debaixo dele e o ataque começou a dar sinais de vacilar antes de Li avançar, cortar a cabeça de um soldado em retirada e oferecer 5.000 taéis ao primeiro homem por cima do muro. As tropas aliadas renovaram seu ataque até que Luo Shangzhi foi capaz de limpar a parede e Yang Yuan seguiu rompendo o portão norte. No oeste, os monges e tropas sobreviventes do ataque anterior juntaram-se à investida de Zhang Shijue na cidade, uma vez que o portão foi destruído por canhões. 
Os japoneses recuaram para sua última linha de defesa, um forte de terra e toras no canto norte de Pyeongyang. Li Rusong instruiu suas tropas a incendiar o prédio usando flechas de fogo, mas mesmo assim os japoneses não puderam ser desalojados. Em vez disso, o esmagamento de soldados aliados e cavalaria sofreu baixas horríveis ao tiroteio japonês. Incapazes de seguir em frente, muitos recuaram pelo portão oeste. Vendo isso, Konishi optou por partir para a ofensiva e resolver com seus homens, apenas para ser rechaçado por tiros de canhão. 
Não querendo sofrer mais baixas, Li Rusong cancelou o ataque quando a noite se aproximava. 
Embora nominalmente bem-sucedidos em repelir os inimigos, os japoneses não eram mais capazes de defender a cidade. Todos os portões foram arrombados, não sobrou comida e eles sofreram baixas horríveis. Com isso em mente, Konishi liderou toda a guarnição noite adentro e esgueirou-se pelo rio Taedong congelado de volta a Hanseong.  Muitos se afogaram durante a travessia. 
Quase não havia espaço entre os cadáveres que enchiam os arredores do Castelo de Matsuyama [Monte Moranbong]. Finalmente, quando repelimos o inimigo, eles queimaram os depósitos de alimentos em vários lugares, então agora havia
sem comida. Na noite do sétimo dia, evacuamos o castelo e fugimos. Homens feridos foram abandonados, enquanto aqueles que não estavam feridos, mas simplesmente exaustos, rastejavam quase prostrados ao longo da estrada.— Yoshino Jingoza'emon

## Consequências
A retirada japonesa foi difícil. Além das dificuldades naturais, uma emboscada de Zha Dashou e Li Ning também ceifou outras 362 vidas japonesas.  Os homens de Konishi chegaram a Hanseong em 17 de fevereiro. 
Após a derrota japonesa em Pyeongyang, Kuroda Yoshitaka pediu a remoção de Konishi Yukinaga, dizendo que ele era um líder ruim e não se dava bem com seus colegas comandantes. Konishi, por sua vez, tornou-se o principal defensor da paz do lado japonês, tendo sofrido uma das perdas mais pesadas durante a campanha. 
Song Yingchang convidou Seonjo de Joseon para retornar a Pyeongyang em 6 de março. 